# Армат

Флавій Армат(латинською Flavius Armatus) — (помер в 477 році), був візантійським полководцем, magister militum за правління Льва I, Василіска і Зенона та консулом. Він відіграв важливу роль у повстанні Василіска проти Зенона, а потім і у поваленні влади Василіска.

## Життя

### Походження та початок кар'єри.
Армат був племінником Василіска та імператриці Веріни, дружини Льва I. Відомо що Армат мав сина, якого також звали Василіск. Протягом останньої частини імператорського правління Лева, Армат як magister militum Фракії, успішно придушив виступ у Фракії, відрізаючи руки фракійських в'язнів і відсилаючи їх до повстанців. Цілком можливо, що повстанці були людьми Теодоріка Страбона.

### Піднесення при Василіску
Армат підтримав повстання Василіска в 475 р., імовірно досягаючи підтримки Веріни для повсталих, яка була тещею скинутого імператора Лева. Протягом короткого правління Василіска, Армат проявляв неабиякий вплив на обох: на імператора і його дружину Зенонію. Були чутки про деякий зв'язок між Арматом і Зеноною. Зенона переконала Василіска призначити Флавія magister militum praesentalis. Також Армат отримав разом з Василіском звання консула в 476.
Призначення Армата викликало обурення Теодоріха Страбона, котрий зневажав того за образ життя та звичку доглядати за собою (слідкувати за волоссям та тренувати своє тіло).
Після отримання слави та багатства Армат загордився своїм положенням, яке йому надав дядько Василіск. Він вважав себе найхоробрішим з людей, одягаючись як Ахілл і прогулюючись біля свого будинку поблизу Іподрому. Насправді він просто викликав насмішки мешканців Константинополя, скоріше через червонуватий колір обличчя через що його називали Піром.

### Падіння Василіска та смерть Армата[4]
Влітку 476-го Зенон відправився з Isauria щоб відновити своє правління, підкупивши полководців Василіска Ілла і Трокунда, вже разом з ними рушив на Константинополь. Василіск щоб протистояти їм зібрав всі свої війська з Фракії, зокрема розквартировані загони, ополчення жителів Константинополя та навіть палацову гвардію. На чолі цієї армії він поставив Армата який склав йому присягу на вірність, загони вирушили з однією метою зустріти та перемогти Зенона. Однак при зустрічі армій сталося неочікуване, Армат зрадив Василіска в обмін на обіцянку Зенона призначити його magister militum praesentalis на все життя, а також надати його синові Василіску титул цезаря, призначивши спадкоємцем Зенона.
Після повалення Василіска та відновлення своєї влади Зенон дотримався обіцянки, дозволив Армату зберегти свій титул і призначив його сина цезарем в одній із провінцій. Невдовзі у 477 році Зенон змінив своє рішення щодо Флавія і змовився з полководцем Іллом який допомагав піднятися Василіску, а згодом зрадивши перейшов на бік Зенона. Армат був убитий за наказом Зенона. Вбивцею вибрали особистого друга Армата Онульфія, який був бідним варваром. Він був добре прийнятий своєю жертвою, прийнятий у того вдома, Армат навіть позичив йому велику суму грошей аби розплатитися за бенкет, таким чином нагодувавши свого вбивцю. Мешканці Константинополя раділи гибелі Армата. Зенон також конфіскував всю власність вбитого, у сина Армата забрали всі звання, а також примусили стати священником.